# Evropsko prvenstvo v košarki 2025
Evropsko prvenstvo v košarki 2025 (tudi EuroBasket 2025) bo 42. izvedba evropskega prvenstva v košarki, ki ga vsake štiri leta organizira FIBA Evropa.
Tako kot prejšnje tri izvedbe bo turnir soorganiziralo več držav: Ciper, Finska, Poljska in Latvija. Potekal bo od 27. avgusta do 14. septembra 2025.

## Izbira gostiteljev
FIBA Europe opened three bidding options for hosting: to host a preliminary group, to host the final round or to host the entire tournament. The EuroBasket in 2015, 2017 and 2022, tendered in the same way, each of these tournaments was hosted in four countries.
FIBA Evropa je odprla tri možnosti kandidiranja za gostitelja: gostiteljstvo predhodne skupine, gostiteljstvo zaključnega kroga ali gostiteljstvo celotnega turnirja. Evropsko prvenstvo v letih 2015, 2017 in 2022 je bil razpisan na enak način, vsakega od teh turnirjev so gostile štiri države.
Šest držav je vložilo ločene kandidature za organizacijo prvenstva 2025:
- Ciper (Limassol)
- Finska (Tampere)
- Madžarska (Budimpešta)
- Latvija (Riga)
- Rusija (Perm)
- Ukrajina (Kijev, Lvov ali Dnipro)

Odbor FIBE Evropa je na zasedanju 28. marca 2022 za gostitelje turnirja izbral Latvijo, Ciper in Finsko, izločilni del pa bo gostila Latvija. Ukrajina je bila možnost za četrtega gostitelja v skupinskem delu turnirja. Zaradi vojne v Donbasu je bila za četrto državo gostiteljico imenovana Poljska.

## Prizorišča
Na Cipru bo gostiteljsko mesto Limassol. Riga bo gostiteljsko mesto za Latvijo in zaključno fazo. 6. marca 2023 je bil Tampere razglašen za gostiteljsko mesto Finske. 17. marca so bile na srečanju odbora FIBE Evropa v Sevilji za gostiteljsko mesto Poljske razglašene Katovice. Junija 2023 je žreb določil, katera skupina bo igrala na posameznem prizorišču. Skupina A v Rigi, skupina B v Tampereju, skupina C v Limassolu in skupina D v Katovicah.
| Tampere                            | TampereLimassolRigaKatowiceEvropsko prvenstvo v košarki 2025 (Evropa) | TampereLimassolRigaKatowiceEvropsko prvenstvo v košarki 2025 (Evropa) |
| Arena Nokia                        | TampereLimassolRigaKatowiceEvropsko prvenstvo v košarki 2025 (Evropa) | TampereLimassolRigaKatowiceEvropsko prvenstvo v košarki 2025 (Evropa) |
| Zmogljivost: 13.455                | TampereLimassolRigaKatowiceEvropsko prvenstvo v košarki 2025 (Evropa) | TampereLimassolRigaKatowiceEvropsko prvenstvo v košarki 2025 (Evropa) |
|                                    | TampereLimassolRigaKatowiceEvropsko prvenstvo v košarki 2025 (Evropa) | TampereLimassolRigaKatowiceEvropsko prvenstvo v košarki 2025 (Evropa) |
| Limassol                           | TampereLimassolRigaKatowiceEvropsko prvenstvo v košarki 2025 (Evropa) | TampereLimassolRigaKatowiceEvropsko prvenstvo v košarki 2025 (Evropa) |
| Atletsko središče Spyros Kyprianou | TampereLimassolRigaKatowiceEvropsko prvenstvo v košarki 2025 (Evropa) | TampereLimassolRigaKatowiceEvropsko prvenstvo v košarki 2025 (Evropa) |
| Zmogljivost: 8.000                 | TampereLimassolRigaKatowiceEvropsko prvenstvo v košarki 2025 (Evropa) | TampereLimassolRigaKatowiceEvropsko prvenstvo v košarki 2025 (Evropa) |
|                                    | TampereLimassolRigaKatowiceEvropsko prvenstvo v košarki 2025 (Evropa) | TampereLimassolRigaKatowiceEvropsko prvenstvo v košarki 2025 (Evropa) |
| Riga                               | Katovice                                                              |                                                                       |
| Arena Xiaomi                       | Spodek                                                                |                                                                       |
| Zmogljivost: 11.200                | Zmogljivost: 11.036                                                   |                                                                       |
|                                    |                                                                       |                                                                       |

## Logotip
Uradni logotip je bil predstavljen 5. decembra 2023.

## Kvalifikacija
Kvalifikacije so se začele novembra 2021, v predkvalifikacijah pa je sodelovalo deset ekip, vključno z osmimi izločenimi ekipami iz evropskih predkvalifikacij za svetovno prvenstvo 2023. Osem ekip je iz predkvalifikacij napredovalo v glavne kvalifikacije, kjer je bilo 32 držav razdeljenih v osem skupin po štiri, najboljše tri iz vsake skupine pa so se uvrstile na prvenstvo. Žreb kvalifikacij je potekal 8. avgusta 2023 v Münchnu v Nemčiji.
Od 24 uvrščenih reprezentanc jih je bilo 19 prisotnih že v prejšnji izdaji. Ciper, ki bo soorganizator, bo na tej izdaji debitiral. Portugalska se vrača po štirinajstih letih odsotnosti, saj je nazadnje nastopila leta 2011. Švedska se je v finale uvrstila prvič po letu 2013. Sogostiteljica Latvija in Islandija se bosta vrnili, potem ko sta leta 2022 izpustili tekmovanje.
Med ekipami, ki se niso uvrstile v kvalifikacije, je prvič v zgodovini izpadla Hrvaška. Ukrajina prav tako ni napredovala prvič po letu 2009. Madžarska se po udeležbi v letih 2017 in 2022 ni uvrstila v kvalifikacije. Bolgarija in Nizozemska se po sporadičnem nastopu leta 2022 nista uspeli kvalificirati.
Gruzija je nadaljevala svoj popoln niz, saj se je od svojega debija uvrstila v vsako izdajo. Črna gora je na prvenstvu nastopila tretjič zapored in prvič v zgodovini.

## Žreb
Žrebanje je potekalo 27. marca 2025 v Rigi v Latviji.
Vsaka od štirih gostiteljic (Ciper, Finska, Latvija in Poljska) je dobila pravico, da izbere partnersko zvezo na podlagi komercialnih in tržnih meril. Te ekipe so bile samodejno uvrščene v isto skupino kot izbrana država partnerica.
Latvija je izbrala Estonijo, Finska Litvo, Ciper Grčijo, Poljska pa Islandijo.
V skupini 2 so Latvija, Litva in Grčija že imele zagotovljeno igranje v skupinah A, B in C, kar je pomenilo, da je imela Slovenija avtomatično zagotovljeno igranje v skupini D.
24 uvrščenih ekip je bilo razvrščenih glede na moško svetovno lestvico FIBA.
Žreb za določitev predčasne uvrstitve skupin v mesta, ki bodo gostila prvenstvo 2025, je potekal 24. junija 2023 v Ljubljani. Prošnjo štirih gostiteljev za predčasno dodelitev skupin gostiteljskim mestom 42. izvedbe turnirja je odbor FIBE Evropa odobril na junijskem zasedanju.
Rezultati žrebanja so bili naslednji:

Skupina A bo igrala v Rigi v Latviji;

Skupina B bo igrala v Tampereju na Finskem;

Skupina C bo igrala v Limassolu na Cipru;

Skupina D bo igrala v Katovicah na Poljskem.

## Izločilna faza
Vse tekme bodo odigrane v Areni Xiaomi v Rigi.

### Finale
| 14. september 2025 21.00 |  | WSF1 | vs. | WSF2 | Dvorana: Arena Xiaomi, Riga |  |

## Končna razvrstitev
| Mesto | Ekipa | Rekord |
| ----- | ----- | ------ |
| 1     |       |        |
| 2     |       |        |
| 3     |       |        |
| 4.    |       |        |
| 5.    |       |        |
| 6.    |       |        |
| 7.    |       |        |
| 8.    |       |        |
| 9.    |       |        |
| 10.   |       |        |
| 11.   |       |        |
| 12.   |       |        |
| 13.   |       |        |
| 14.   |       |        |
| 15.   |       |        |
| 16.   |       |        |
| 17.   |       |        |
| 18.   |       |        |
| 19.   |       |        |
| 20.   |       |        |
| 21.   |       |        |
| 22.   |       |        |
| 23.   |       |        |
| 24.   |       |        |